# Comuna Dobrețu, Olt
Dobrețu este o comună în județul Olt, Oltenia, România, formată din satele Curtișoara, Dobrețu (reședința) și Horezu.

## Demografie
Componența etnică a comunei Dobrețu
     Români (95,29%)
     Alte etnii (0%)
     Necunoscută (4,71%)
Componența confesională a comunei Dobrețu
     Ortodocși (89,5%)
     Adventiști (1,99%)
     Alte religii (1,09%)
     Necunoscută (7,42%)
Conform recensământului efectuat în 2021, populația comunei Dobrețu se ridică la 1.105 locuitori, în scădere față de recensământul anterior din 2011, când fuseseră înregistrați 1.227 de locuitori. Majoritatea locuitorilor sunt români (95,29%), iar pentru 4,71% nu se cunoaște apartenența etnică. Din punct de vedere confesional, majoritatea locuitorilor sunt ortodocși (89,5%), cu o minoritate de adventiști (1,99%), iar pentru 7,42% nu se cunoaște apartenența confesională.

## Politică și administrație
Comuna Dobrețu este administrată de un primar și un consiliu local compus din 9 consilieri. Primarul, Marinel Trașcă[*], de la Partidul Social Democrat, este în funcție din 2012. Începând cu alegerile locale din 2024, consiliul local are următoarea componență pe partide politice:
|  | Partid                          | Consilieri | Componența Consiliului | Componența Consiliului | Componența Consiliului | Componența Consiliului |
|  | ------------------------------- | ---------- | ---------------------- | ---------------------- | ---------------------- | ---------------------- |
|  | Partidul Social Democrat        | 4          |                        |                        |                        |                        |
|  | Partidul Național Liberal       | 4          |                        |                        |                        |                        |
|  | Alianța pentru Unirea Românilor | 1          |                        |                        |                        |                        |